# 日本一照流
日本一照流とは、茨城県の岩上仙蔵が開いた柔術の流派である。

## 歴史
明治時代に茨城県那珂郡瓜連村大字古徳の岩上仙蔵が開いた柔術である。
岩上は1878年12月5日（明治11年）に生まれた。1894年（明治27年）茨城県那珂郡木崎村の勝山治助に就き柔術を修行した。また為我流の門に入り、1896年（明治29年）に免許を得た。1897年（明治30年）より各県を遊歴し、各地の柔術家に下で研究を重ねた後、日本一照流を開いた。
日本一照流は為我流、浅山流、吉岡流、勝山流の四流より長を採り短を抜き編成したものである。茨城県や栃木県他近県に指南所を設け、門人は9000人に達した。1905年8月（明治38年）東京都市ヶ谷監獄柔道教師となった。1906年（明治39年）病気のため退職。
1909年4月30日（明治42年）茨城県立商業学校武術教師となるが、1911年12月20日（明治44年）家事都合で退職した。
以降は柔術指南の傍ら殖産に身を委ね、近隣の農家に肥料の資本を融通していた。